# Lipo

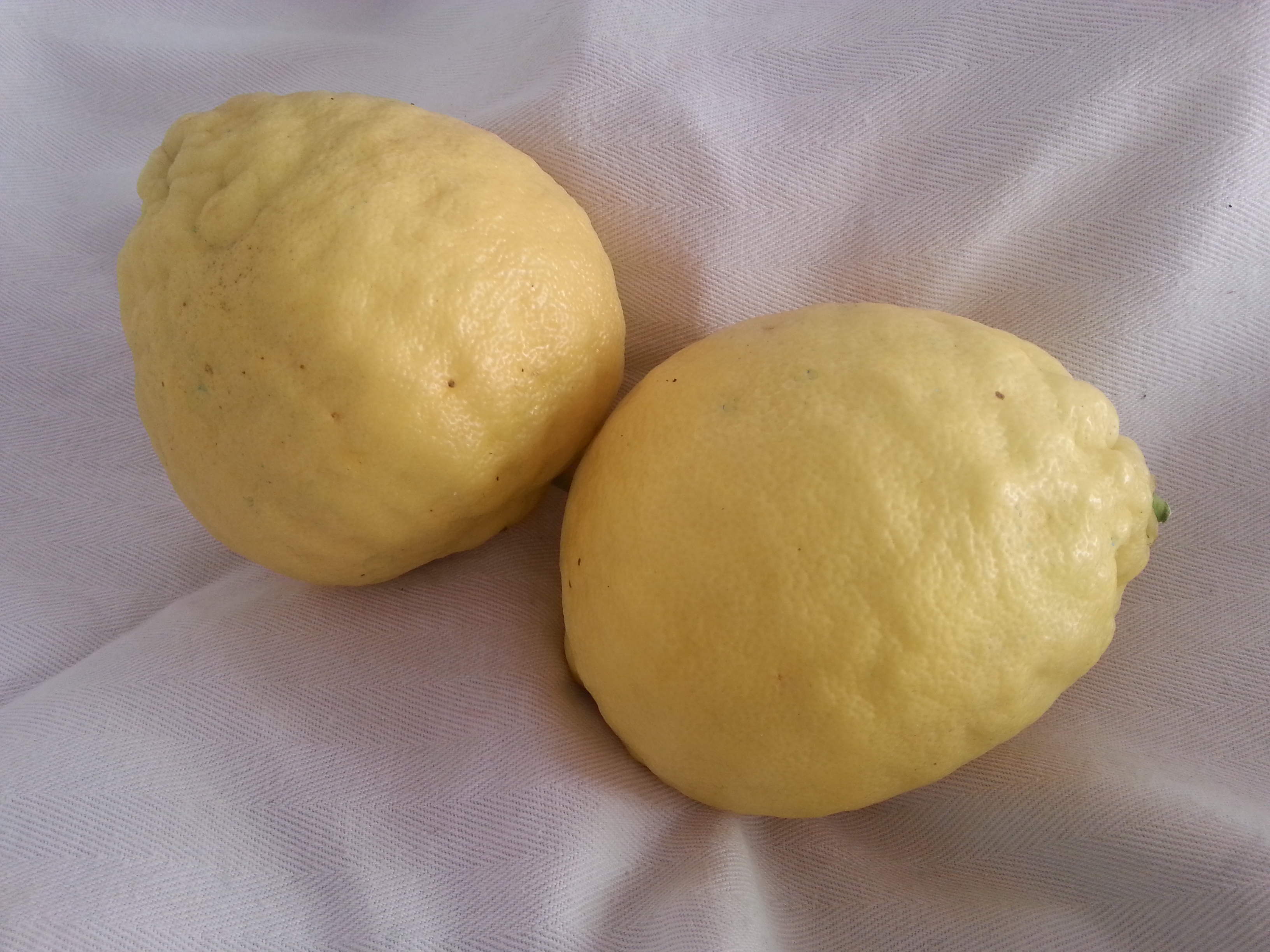

Il lipo è un agrume ibrido, incrocio tra limone  e pompelmo. I frutti appaiono come giganteschi limoni.

## Usi
L'estrema acidità e lo spessore della scorza ne sconsigliano l'uso alimentare. Data la grandezza e il colore giallo dei suoi frutti è spesso utilizzato per scopi ornamentali.